# Cosmarium askenasyi
Cosmarium askenasyi  là một loài Song tinh tảo trong họ Desmidiaceae, thuộc chi Cosmarium.

## Phân loài
- C. askenasyi var. americana
- C. askenasyi var. askenasyi